# Georg Flemming Lerche (godsejer)
 Der er flere personer med dette navn, se Georg Flemming Lerche.
Georg Flemming Lerche (9. februar 1735 i Christiania – 22. oktober 1804 i København) var en dansk stamhusbesidder og gehejmeråd, far til Christian Cornelius Lerche, Georg Flemming Lerche og Carl Georg Frederik Lerche.
Han var søn af kontreadmiral Christian Lerche og Hilleborg Levine komtesse Holck, blev 1757 kammerjunker, 1768 kammerherre, 1776 hvid ridder og 1784 gehejmeråd. 1766 overtog han Stamhuset Lerchenborg.
11. maj 1764 ægtede Lerche i Rostock Hedwig "Hedchen" Catharina von Krogh (3. februar 1739 i Flahammer - 6. oktober 1818 i København), datter af general Georg Frederik von Krogh. Parret fik tretten børn, hvoraf kun fem nåede voksenalderen.
Han er begravet på Assistens Kirkegård.